# PSL研究大学
PSL研究大学（フランス語: Université PSL、英語: PSL Research University、正式名称: Université de recherche Paris Sciences et Lettres、略称: PSL）またはパリ科学・文化研究大学は、フランス・パリの総合大学 、グランゼコール、 グランテタブリスマンにより構成される、フランス屈指のエリート養成校。経済学や法学のグランゼコールでもあるパリ第9大学を前身に、パリ高等師範学校などのグランゼコールや、コレージュ・ド・フランス、パリ天文台などのグランテタブリスマンから構成されるフランス屈指の名門校であり、全構成校の卒業生から27名のノーベル賞受賞者、10名のフィールズ賞受賞者を輩出している。パリ左岸、カルチェ・ラタンに本部を置き、ジョルダン（Jourdan）、ポルト・ドーフィヌ（Porte Dauphine）、カレ・リシュリュー（Carré Richelieu）に校地が所在する。

## 概要
PSLはパリ中心部のカルティエ・ラタン界隈にある複数のグランゼコールとグランテタブリスマンが再編・統合され、2010年に創立した。PSLの各学校は少人数制の個別指導という特徴のため規模に限界があり、これを解決するため各学校間の研究協力体制の強化を図り、独自自治カレッジ制の形式で運営されている。入学者選抜は学校ごとに行われ、授与される学位も、各学校の認証によって大学から与えられる。
2017年時点で、教職員数が約4,500人、学生数が約17,000人、181の研究室で構成されており、工学、自然科学、人文科学、社会科学、芸術などを含む多くの分野の教育、研究が行われている。

## 評価
2022年度のQS世界大学ランキングでは世界26位、CWUR世界大学ランキング（Center for World University Rankings）では世界19位、2021年度のARWU世界大学学術ランキング（Academic Ranking of World Universities）では世界38位、THE世界大学ランキング（Times Higher Education World University Rankings）では世界40位にランク付けられ、いずれもフランス国内1位に評価された。また、創設50年未満の大学を評価するTHE世界新興大学ランキング（Times Higher Education Young University Rankings）では世界1位に評価されている

## 組織構成
PSLは、中規模の大学として、以下のように、自然科学、工学、人文科学、社会科学、芸術分野で構成されており、CNRS、INRIA、INSERMは協力研究機関として連携している。
- 自然科学研究科：
  - パリ高等師範学校（フランス語： ENS - École normale supérieure Ulm）
- 工学研究科：
  - パリ国立高等鉱業学校（英：MINES Paris Tech、フランス語：École nationale supérieure des mines de Paris）
  - パリ市立工業物理化学学校（英：ESPCI Paris Tech、フランス語：École supérieure de physique et de chimie industrielles de la ville de Paris）
  - パリ国立高等化学学校（英：Chimie Paris Tech、フランス語：École nationale supérieure de chimie de Paris）
- 人文社会科学研究科：
  - パリ・ドーフィン大学（フランス語：Université Paris-Dauphine）
  - 国立古文書学校（フランス語：ENC - École nationale des chartes）
  - 高等研究実習院（フランス語： EPHE - École Pratique des Hautes Études）
  - パリ高等師範学校（フランス語： ENS - École normale supérieure Ulm）
- 芸術学校：
  - 国立高等演劇学校（フランス語：Conservatoire national supérieur d'art dramatique）
- 特別準備学級：
  - アンリ4世校 (フランス語:Lycée Henri-IV)
- 連携研究機関：
  - コレージュ・ド・フランス（フランス語：Collège de France）
  - キュリー研究所（フランス語： Institut Curie）
  - パリ天文台（フランス語：Observatoire de Paris）
  - パスツール研究所（フランス語: Institut Pasteur）
  - 国立科学研究センター（フランス語：CNRS - Centre national de la recherche scientifique）
  - 国立情報学自動制御研究所（フランス語：INRIA - Institut national de recherche en informatique et en automatique)
  - 国立衛生医学研究所（フランス語：Inserm - Institut national de la santé et de la recherche médicale）
  - フランス国立美術史研究所（フランス語：　INHA－Institut National d’Histoire de l’art）
  - 生物物理化学研究所（フランス語： IBPC - Institut de Biologie Physico-Chimique）
  - ルイ・バッシュリエ研究所（フランス語：Institut Louis Bachelier）
  - フランス極東研究院（フランス語： EFEO - École française d’Extrême-Orient）